# Usos médicos del ácido salicílico
El ácido salicílico se usa como un medicamento para ayudar a eliminar la capa externa de la piel. Para tratar verrugas, callos, psoriasis, caspa, acné, tiña e ictiosis. Se usa a menudo junto con otros medicamentos para tratar afecciones diferentes a las verrugas. Se aplica en la zona afectada.
Los efectos secundarios incluyen irritación de la piel y envenenamiento por salicilato. La intoxicación por salicilato tiende a ocurrir solo cuando se aplica a un área grande y en niños. No se recomienda su uso en niños menores de dos años.
El ácido salicílico se ha utilizado en uso médico desde al menos la época de Hipócrates. Está en la lista de medicamentos esenciales de la Organización Mundial de la Salud, los medicamentos más efectivos y seguros que se necesitan en un sistema de salud.

## Usos médicos
El ácido salicílico como medicamento se usa para eliminar la capa externa de la piel. Se usa para tratar verrugas, callos, psoriasis, caspa, acné, tiña e ictiosis.
Debido a sus efectos en las células de la piel, el ácido salicílico se usa en algunos champús para tratar la caspa.
En la medicina moderna, el ácido salicílico y sus derivados son componentes de algunos productos rubefacientes que se utilizan como analgésicos externos.

## Efectos secundarios
Las soluciones concentradas de ácido salicílico pueden causar hiperpigmentación en personas con tipos de piel algo oscuros (fototipos de Fitzpatrick IV, V, VI), sin un protector solar de amplio espectro. Debido a la sensibilidad al sol, se recomienda la protección solar cuando se usa ácido salicílico en la piel expuesta al sol.

### Embarazo
No existe ningún estudio que examine el ácido salicílico tópico en el embarazo. Los riesgos de la aspirina al final del embarazo probablemente no sean relevantes para una exposición tópica al ácido salicílico, incluso en una etapa avanzada del embarazo, debido a sus bajos niveles sistémicos. El ácido salicílico tópico es común en muchos agentes dermatológicos de venta libre y la falta de informes adversos sugiere un bajo riesgo.

### Sobredosis
Los efectos secundarios incluyen irritación de la piel y envenenamiento por salicilato. El envenenamiento por salicilato tiende a ocurrir solo cuando se aplica en un área grande y en niños. Por lo tanto, no se recomienda su uso en niños menores de dos años. It comes in a number of different strengths.
La sobredosis de ácido salicílico puede provocar acidosis metabólica con alcalosis respiratoria compensatoria. En las personas que presentan sobredosis aguda, se observa una tasa de morbilidad del 16% y una tasa de mortalidad del 1%.

## Mecanismo de acción
El ácido salicílico funciona como un agente queratolítico, comedolítico y bacteriostático, causando que las células de la epidermis se desprendan más fácilmente, abriendo los poros obstruidos y neutralizando las bacterias en el interior, evitando que los poros se vuelvan a obstruir y dejando espacio para un nuevo crecimiento celular. 

## Historia
Históricamente, el ácido salicílico es conocido por su capacidad para aliviar los dolores y reducir la fiebre. Estas propiedades medicinales, especialmente el alivio de la fiebre, se descubrieron en la antigüedad. También se ha usado como un medicamento antiinflamatorio.